# Condado de Pickens (Alabama)
El condado de Pickens es un condado de Alabama, Estados Unidos. Tiene una superficie de 2305 km² y una población de 20 949 habitantes (según el censo de 2000). La sede de condado es Carrollton.

## Historia
El Condado de Pickens se fundó el 20 de diciembre de 1820.

## Geografía
Según la Oficina del Censo de los Estados Unidos el condado tiene un área total de 2305 km², de los cuales 2283 km² son de tierra y 22 km² de agua (0,95%).

### Principales autopistas
- U.S. Highway 82
- State Route 14
- State Route 17
- State Route 32
- State Route 86

### Condados adyacentes
- Condado de Lamar (norte)
- Condado de Fayette (noreste)
- Condado de Tuscaloosa (este)
- Condado de Greene (sureste)
- Condado de Sumter (sur)
- Condado de Noxubee (Misisipi) (suroeste)
- Condado de Lowndes (Misisipi) (noroeste)

### Ciudades y pueblos
- Aliceville
- Carrollton
- Ethelsville
- Gordo
- Macedonia
- McMullen
- Memphis
- Pickensville
- Reform

## Demografía
| Población histórica Año Población ±% 1900 24 402 — 1910 25 055 +2.7 % 1920 25 353 +1.2 % 1930 24 902 −1.8 % 1940 27 671 +11.1 % 1950 24 349 −12.0 % 1960 21 882 −10.1 % 1970 20 326 −7.1 % 1980 21 481 +5.7 % 1990 20 699 −3.6 % 2000 20 949 +1.2 % |           |         |
| Población histórica |           |         |
| Año | Población | ±%      |
| 1900 | 24 402    | —       |
| 1910 | 25 055    | +2.7 %  |
| 1920 | 25 353    | +1.2 %  |
| 1930 | 24 902    | −1.8 %  |
| 1940 | 27 671    | +11.1 % |
| 1950 | 24 349    | −12.0 % |
| 1960 | 21 882    | −10.1 % |
| 1970 | 20 326    | −7.1 %  |
| 1980 | 21 481    | +5.7 %  |
| 1990 | 20 699    | −3.6 %  |
| 2000 | 20 949    | +1.2 %  |